# Enzo Gambaro
Pour les articles homonymes, voir Gambaro.
Enzo Gambaro, né le 23 février 1966 à Gênes en Italie, est un footballeur italien, évoluant au poste de défenseur du milieu des années 1980 à la fin des années 1990.

## Biographie
Enzo Gambaro joue à Parme en Serie A, et également pour la Sampdoria de Gênes avant de rejoindre le club de l’AC Milan en 1991. 
Il fait également fait une apparition rapide en Angleterre, premièrement à Bolton et ensuite avec Grimsby Town, avant de s’engager en Autriche avec le Sturm Graz.

## Palmarès
- Champion d'Italie en 1992 et 1993 avec le Milan AC